# Gilberto Dagnello
Gilberto Dagnello (Trieste, 13 luglio 1960) è un ex arbitro di calcio italiano.

## Carriera
Appartenente alla sezione AIA di Trieste; tra il 1979 e il 1986 arbitrò in campionati regionali.
Dal 1992 al 1995 diresse in Serie C1 e Serie C2.
Debuttò in Serie B nella stagione 1995-1996, il 2 settembre 1995 nella partita Ancona-Lucchese.
Esordì in Serie A nella stagione 1996-1997, il 24 novembre 1996 nella partita Vicenza-Reggiana.
Ha un consuntivo finale di 2 presenze in Serie A e di 32 presenze in Serie B.
Nell'ottobre 2000 divenne presidente della sezione AIA di Trieste.
Nel 2003 venne eletto arbitro benemerito.
Nel 2009 viene nominato presidente regionale AIA del Friuli-Venezia Giulia.